# 熙州 (北宋)
熙州，中国北宋时设置的州。
熙宁五年（1072年）置，治所在狄道县（今甘肃省临洮县）。属秦凤路，后属熙河路。辖境相当今甘肃省临洮、康乐、渭源等县地。置市易务，与西域及吐蕃等族进行贸易。金朝皇统二年（1142年）改为临洮府。

## 历任知熙州
- 王韶（1072年—1074年）
- 高遵裕（1074年—1077年）
- 张诜（1077年—1080年）
- 赵济（1080年）
- 苗授（1080年—1083年）
- 赵济（1083年—1086年）
- 刘舜卿（1086年—1089年）
- 范育（1089年—1092年）
- 蒋之奇（1092年—1094年）
- 范纯粹（1094年—1096年）
- 王文郁（1096年—1097年）
- 钟傅（1097年—1098年）
- 张询（1098年）
- 孙路（1098年—1099年）
- 胡宗回（1099年—1100年）
- 王钦臣（1100年—1101年）
- 姚雄（1101年—1102年）
- 李譓（1102年—1103年）
- 王厚（1103年—1105年）
- 李忱（1105年）
- 姚雄（1105年—1108年）
- 吴择仁（1108年—1109年）
- 刘法（1109年—1111年）
- 姚雄（1111年—1113年）
- 刘仲武（1113年—1114年）
- 刘法（1114年—1119年）
- 刘仲武（1119年—1122年）
- 赵遹（1122年—1123年）
- 姚古（1123年—1124年）
- 钱盖（1124年—1125年）
- 姚古（1125年—1126年）
- 王倚（1126年—1127年）